# Püspökladányi kistérség
A Püspökladányi kistérség kistérség Hajdú-Bihar megyében, központja: Püspökladány.

## Települései
| Báránd       | Bihardancsháza | Biharnagybajom | Bihartorda   | Földes |
| Kaba         | Nádudvar       | Nagyrábé       | Püspökladány | Sáp    |
| Sárrétudvari | Szerep         | Tetétlen       |              |        |

## Nevezetességei
Természeti értékek: 
A térség termálvizekben gazdag, a négy legnépesebb településen - Püspökladányban, Nádudvaron, Kabán és Földesen - kiépített gyógyfürdők üzemelnek a turisták és a helybéliek örömére. A Püspökladányi kistérség az Alföld szívében, Hajdú-Bihar megye nyugati részén fekszik, három tájegység találkozásában. Megtalálható itt a Hortobágy száraz füves pusztája, a Nagy-Sárrét erekkel, csatornákkal átszőtt nedves rétjei és a Hajdúság löszös termőföldjei. Néhol erdősávok, erdőfoltok törik meg az Alföld rónaságát. A püspökladányi Farkasszigeten található arborétum értékes növényvilágával lenyűgöző látványt nyújt az erdei séták során.
Épített környezet: 
Püspökladány:
- vasútállomás
- gyógyfürdő
Nádudvar:
- 1848-as emlékmű a katolikus templommal
- gyógyfürdő
- művelődési ház
Kaba: 
- Trófea vadászház
- polgármesteri hivatal
Földes:
- református templom
Biharnagybajom:
- községháza
Sárrétudvari:
- Szűcs Sándor emlékmúzeum
Nagyrábé:
- református templom
- neobarokk és romantikus stílusú Echerolles kastély
Báránd:
- füstpusztai vadászkastély
Sáp:
- barokk stílusú főtér
- polgármesteri hivatal
Tetétlen:
- vasútállomás
Szerep (település):
- Zichy kastély
- Csonkatorony
- monostormaradvány

## Lakónépesség alakulása
| Település          | Lélekszám (2009) |
| ------------------ | ---------------- |
| Püspökladány       | 15 117           |
| Nádudvar           | 8 995            |
| Kaba               | 6 087            |
| Földes             | 4 092            |
| Sárrétudvari       | 2 870            |
| Biharnagybajom     | 2 801            |
| Báránd             | 2 624            |
| Nagyrábé           | 2 102            |
| Szerep (település) | 1 604            |
| Tetétlen           | 1 397            |
| Sáp                | 980              |
| Bihartorda         | 905              |
| Bihardancsháza     | 193              |
| Összesen           | 49 767           |